# マイケル・デュドク・ドゥ・ヴィット
マイケル・デュドク・ドゥ・ヴィット（Michaël Dudok de Wit、1953年7月15日 - ）は、オランダ出身のアニメーション作家、アニメーター、イラストレーターである。主にイギリスを拠点として、短編アニメーション映画を中心に活動している。

## 概要
オランダで生まれ、イギリスを拠点として活動するアニメーター、イラストレーターである。主に短編アニメーション映画を中心に活動している。監督した『岸辺のふたり』は、第73回アカデミー賞にて短編アニメ賞を受賞するなど、各賞を受賞した。また、長編アニメーション映画としては、日本・フランス・ベルギー合作の『レッドタートル ある島の物語』で監督を務めた。同作のシナリオと絵コンテを作成するため、一時は日本に居住していた。同作は2016年に公開され、カンヌ国際映画祭のある視点部門特別賞を受賞した。

## 来歴

### 生い立ち
1953年、オランダのユトレヒト州アプカウデにて生まれる。スイスに渡りジュネーヴ州ジュネーヴでエッチングを学んだあとイギリスに移り、サリー・インスティテュート・オブ・アート・アンド・デザイン（現UCA芸術大学）にてアニメーションを学び、卒業後1978年に初めての映画となる『インタビュー』を制作した。

### アニメーターとして

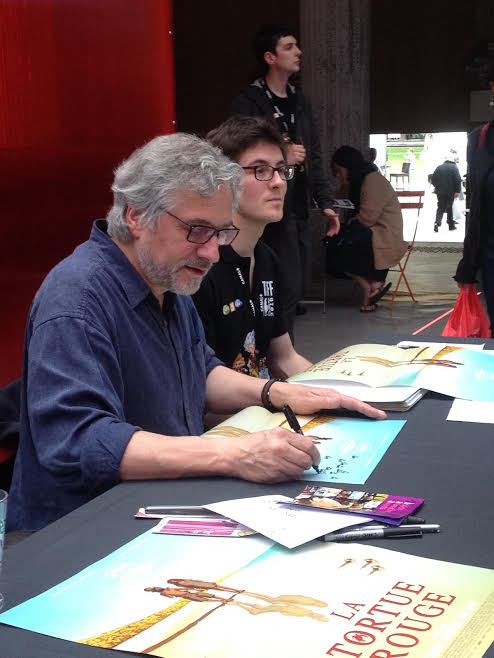
2016年6月13日、アヌシー国際アニメーション映画祭にて

1980年以降はフリーランサーとして活躍し、テレビ番組やコマーシャルのためのアニメーション制作に従事。1994年の『お坊さんと魚』では、多くの賞を受賞し注目を集めた。1994年8月にオタワ国際アニメーションフェスティバル審査員特別賞を、1996年3月にセザール賞短編アニメーション賞を、同年8月に広島国際アニメーションフェスティバルヒロシマ賞を受賞するとともに、第67回アカデミー賞の短編アニメ賞にもノミネートされた。
2000年の『岸辺のふたり』は、2001年1月に英国アカデミー賞の短編アニメーション賞を受賞し、同年3月には第73回アカデミー賞の短編アニメ賞を受賞している。そのほかにも、2000年9月にオタワ国際アニメーションフェスティバルのインディペンデント作品賞と観客賞を、2001年6月にはアヌシー国際アニメーション映画祭の短編部門グランプリと観客賞を、2002年6月にはザグレブ国際アニメーション映画祭グランプリを、同年8月の広島国際アニメーションフェスティバルではグランプリと観客賞を、それぞれ受賞している。なお、2005年には、オタワ国際アニメーションフェスティバルの審査員に就任した。
スタジオジブリの鈴木敏夫より打診され、自身初の長編映画『レッドタートル ある島の物語』の監督に就任。スタジオジブリとワイルドバンチの出資を受け、2007年頃より製作準備に入った。日本の東京都小金井市に転居し、シナリオと絵コンテを作成した。高畑勲らのチェックを受けたうえで、絵コンテが完成すると今度はフランスに戻り、本格的な製作に入った。2016年5月、『レッドタートル ある島の物語』にて、カンヌ国際映画祭のある視点部門特別賞を受賞した。そのほか、同年9月にアテネ国際映画祭の審査員特別賞と観客賞を受賞している。

### イラストレーターとして
絵本の制作も手掛けており、絵本作家テオとともに共同制作した絵本『オスカーとフー』は、日本でも評論社から発行された。

## 賞歴
- 1994年 - オタワ国際アニメーションフェスティバル審査員特別賞（『お坊さんと魚』）。
- 1996年 - セザール賞短編アニメーション賞（『お坊さんと魚』）。
- 1996年 - 広島国際アニメーションフェスティバルヒロシマ賞（『お坊さんと魚』）。
- 2000年 - オタワ国際アニメーションフェスティバルインディペンデント作品賞（『岸辺のふたり』）。
- 2000年 - オタワ国際アニメーションフェスティバル観客賞（『岸辺のふたり』）。
- 2001年 - 英国アカデミー賞短編アニメーション賞（『岸辺のふたり』）。
- 2001年 - アカデミー賞短編アニメ賞（『岸辺のふたり』）。
- 2001年 - アヌシー国際アニメーション映画祭短編部門グランプリ（『岸辺のふたり』）。
- 2001年 - アヌシー国際アニメーション映画祭観客賞（『岸辺のふたり』）。
- 2002年 - ザグレブ国際アニメーション映画祭グランプリ（『岸辺のふたり』）。
- 2002年 - 広島国際アニメーションフェスティバルグランプリ（『岸辺のふたり』）。
- 2002年 - 広島国際アニメーションフェスティバル観客賞（『岸辺のふたり』）。
- 2016年 - カンヌ国際映画祭ある視点部門特別賞（『レッドタートル ある島の物語』）。
- 2016年 - アテネ国際映画祭審査員特別賞（『レッドタートル ある島の物語』）。
- 2016年 - アテネ国際映画祭観客賞（『レッドタートル ある島の物語』）。

## 主な作品

### アニメ
- 『インタビュー』 The Interview (1978年)
- 『トム・スウィープ』 Tom Sweep (1992年)
- 『お坊さんと魚』 Le moine et le poisson (1994年)
- 『岸辺のふたり』 Father and Daughter (2000年)
- 『紅茶の香り』 The Aroma of Tea (2006年)
- 『レッドタートル ある島の物語』 The Red Turtle (2016年)

### 絵本イラスト
- 『オスカーとフー』(テオ文、評論社、2004年)
- 『オスカーとフー いつまでも』 (テオ文、評論社、2005年)

### その他の仕事
- 『ファンタジア2000』 Fantasia 2000 (1999年) - アニメーター

## 関連人物
- 内田也哉子
- さくまゆみこ
- 鈴木敏夫
- 高畑勲
- ノーマン・ロジェ
- アレックス・デュドク・ドゥ・ヴィット - 息子で翻訳家、ジャーナリスト。宮﨑駿原作の『シュナの旅』を英訳した[4][5][6]。